# Odorrana bacboensis
Odorrana bacboensis es una especie de anfibio anuro de la familia Ranidae.

## Distribución geográfica
Esta especie habita:
- en la República Popular de China en las provincias de Guangxi y Yunnan;
- en Vietnam en las provincias de Bắc Kạn, Tuyên Quang, Lào Cai y Nghệ An.[4]

## Etimología
Su nombre de especie, compuesto de bacbo y el sufijo latín -ensis, significa "que vive adentro, que habita", y le fue dado en referencia al lugar de su descubrimiento, Bac Bo que significa en vietnamita el norte de Vietnam.

## Publicación original
- Bain, Lathrop, Murphy, Orlov & Ho, 2003 : Cryptic species of a cascade frog from Southeast Asia: taxonomic revisions and descriptions of six new species. American Museum Novitates, n.º 3417, p. 1-60[5]